# ガイウス
ガイウス（Gaius, ガーイウス）は、古代ローマ人の個人名。

## 概要
ローマ人の個人名はバリエーションに乏しいが、その中でも特に多くみられる個人名の一つである。略称を用いる際は「C・センプロニウス・グラックス」のように「C」を用いる。これは元々「G」が「C」と同じ文字であったためで、そのためカイウス (Caius) と表記されることもある。
個人名ガイウスとの関係は明らかでないものの、ローマの結婚式の際に新婦が口にする言葉「あなたがガイウスであるところ、私はガイア (Ubi tu Gaius, ego Gaia)」にも「ガイウス」はみられる。なお、この言葉の意味はよく分かっていない。
単に「ガイウス」と表記した際には第3代ローマ皇帝カリグラか法学者ガイウスのどちらかを指す場合がほとんどである。ただ、分野の慣習から法学者ガイウスは「ガーイウス」と長母音を省略せず表記されることが多い。
またカイウスの名を持つローマ教皇もいる（後述）。

## 人物一覧
1. ローマ教皇カイウス
2. ガイウスの個人名を持つ著名なローマ人
  1. 法学者ガイウス
  2. ローマ皇帝カリグラ（ガイウス・カエサル）
  3. ガイウス・アシニウス・ガッルス
  4. ガイウス・アシニウス・ポッリオ
  5. ガイウス・ウァレリウス・カトゥッルス
  6. ガイウス・カエサル
  7. ガイウス・ユリウス・カエサル
  8. ガイウス・ユリウス・カエサル・オクタウィアヌス
  9. ガイウス・カッシウス・ロンギヌス
  10. ガイウス・サッルスティウス・クリスプス
  11. ガイウス・スエトニウス・トラクィッルス
  12. ガイウス・グラックス
  13. ガイウス・マエケナス
  14. ガイウス・マリウス
  15. ガイウス・ムキウス
3. 新約聖書に登場する人物ガイオ（ガイオス） - 英語訳聖書などでは Gaius と綴られる。